# Лебедєв Денис Олександрович
Лебедєв Денис Олександрович (14 серпня 1979, Старий Оскол, РСФСР) — російський боксер-професіонал, що виступав у першій важкій вазі. Чемпіон світу в першій важкій вазі за версією WBA (Super) (з 2012), колишній чемпіон за версією IBF (2016).

## Професійна кар'єра

### Лебедєв проти Хука
У 2010 році Лебедєв став офіційним претендентом на бій за титул чемпіона WBO з німецьким боксером Марко Хука, і згодом офіційно було оголошено про їхній бій. Бій відбувся 18 грудня 2010 року на території чемпіона в Берліні. У протистоянні було дуже багато позиційної боротьби. Хук менше намагався робити багатоударних комбінацій, а більше зосередив увагу на обороні і на використанні правого прямого, що добре діє проти лівші. Лебедєв, у свою чергу, більший акцент робив на тому, щоб дістати суперника лівим боковим, чи серією бокових. Загалом перевагу комусь із боксерів віддати було дуже важко. Це відобразилося і у суддівському рішенні. Один суддя віддав перемогу росіянину 116—112, інші два чемпіону 115—113. Після бою ще довго велися дискусії про суперечливе рішення суддів. Лебедєв зазнав своєї першої поразки у професійній кар'єрі. Після бою стало відомо, що з четвертого раунду Хук боксував із зламаним ребром.

### Лебедєв проти Раміреса
Промоутерам вдалося домовитися про об'єднавчий бій між чемпіонами WBA Денисом Лебедєвим та IBF Еміліо Раміресом. Цей двобій став головним у вечері боксу, що відбувався 21 травня 2016 у Москві. Він замінив бій Олександр Повєткін — Деонтей Вайлдер, що був перенесений через допінг росіянина. Після спокійного першого раунду, Лебедєву вдалося похитнути суперника та відправити його на канвас рингу в другому. Однак, аргентинець піднявся. Лебедєв кинувся добивав суперника, що змусило рефері зупинити бій. Після цього бою функціонери WBA надали росіянину титул суперчемпіона WBA (Super).

### Лебедєв проти Гассієва
Про бій було оголошено у серпні 2016 року. Гассієв здобув право на цей бій, перебуваючи в стані офіційного претендента за версією IBF. Лебедєв будучи чемпіоном світу за версіями IBF та WBA (Super) мав захищати обидва пояси, однак перед боєм стало відомо, що WBA дала позитивну відповідь на запит боксера не захищати цей пояс. Перші два раунди проходили в повільному темпі, боксери придивлялися один до одного, почергово викидаючи комбінації. Починаючи з третього раунду Гассієв став активно пресингувати чемпіона. Визначальним можна назвати п'ятий раунд, Гассієв провів сильний удар по печінці суперника, чим відправив його у нокдаун (другий у кар'єрі Лебедєва). Після цього бій проходив у рівній боротьбі з великою кількістю ударів. Судді віддали перемогу Гассієву роздільним рішенням: 116-112, 116-111, 113-114. Після бою Лебедєв заявив, що був переконаний, що перемагає, а також що сподівається на реванш.